# Мясово (Пустошкинский район)
Мясово — деревня в Пустошкинском районе Псковской области. Входит в Алольскую волость.

## География
Деревня расположена на восточном берегу озера Алоль, в 21 км к северо-западу от районного центра города Пустошка.

## Население
| 2002 | 2010 |
| ---- | ---- |
| 40   | ↘26  |

Численность населения деревни по оценке на начало 2001 года составляла 29 жителей.